# Кольберг (фильм)
«Кольберг» (нем. Kolberg) — немецкий фильм, повествующий об обороне Кольберга от французских наполеоновских войск в 1807 году, в ходе войны четвёртой коалиции. В основу сюжета была положена пьеса Пауля Хейзе. Режиссёр — Файт Харлан. Из-за важности фильма для нацистской пропаганды сам Йозеф Геббельс принимал участие в написании сценария.
В батальных сценах участвовали солдаты расквартированных в Восточной Пруссии частей вермахта, в том числе Кёнигсбергского гарнизона, а также Русской освободительной армии генерала Власова. Съёмки были начаты в январе 1942 года и закончены к январю 1945 года. Хотя съёмки шли уже в тот момент, когда ситуация на фронтах стала критической для Германии, военные части отзывались со своих позиций для участия в масштабных батальных сценах с огромной массовкой. Как пропагандистский фильм, снятый на фоне развивающихся военных неудач в войне с СССР, был призван внушить армии и гражданскому населению нацистской Германии необходимость «тотальной войны» при обороне собственных городов от наступающего противника (примечательно, что в фильме французы переносят огонь осадной артиллерии с укреплений города на его крыши, чтобы заставить жителей сдаться). Стал самой дорогой постановкой кинематографа нацистской Германии. Однако потребовавший колоссальных ресурсов фильм увидело небольшое количество зрителей: к январю 1945 года, когда он вышел на экран, большая часть кинотеатров уже была разрушена союзными бомбардировками.

## В ролях
- Генрих Георге — Йоахим Неттельбек, бургомистр Кольберга
- Кристина Зёдербаум — Мария
- Пауль Вегенер — комендант Кольберга полковник фон Лукаду
- Оц Толлен[нем.] — адъютант полковника Лукаду
- Хорст Каспар[нем.] — новый комендант майор фон Гнейзенау
- Густав Диссль — лейтенант фон Шилль
- Клаус Клаузен — король Прусский Фридрих Вильгельм III
- Ирена фон Мейендорф — королева Прусская Луиза
- Отто Вернике — фермер Вернер
- Курт Майзель[нем.] — Клаус Вернер
- Яспар фон Эрцен — принц Фридрих
- Якоб Тидтке[нем.] — судовладелец Гольнов
- Пауль Бильдт — ректор
- Франц Шафхайтлин — купец Фанзелов
- Франц Хертерих[нем.] — император Франц II
- Карл Шаутен — император Наполеон I